# Касарна Ратко Митровић
Касарна „Ратко Митровић“ (Касарна X пешадијског пука) је била најстарија касарна у граду Чачку. Налазила се недалеко од центра града у улици Драгише Мишовића.

## Историја
Пре Првог светског рата у њој је био смештен 10. пешадијски пук моравске дивизије Краљевине Србије. По завршетку Првог светског рата, Министарство војно и морнарице је зграду уступило Америчкој мисији која је у згради 1920. отворила основну школу за ратну сирочад. Школа је носила назив „Дом Американаца“ до 1. фебруара 1921, када Америчка мисија одлази из Чачка. Министарство за социјалну политику преузима школу 1. фебруара 1921. и мења јој назив у „Државни Дечји Дом“, под којим је радила све до септембра 1924. За време Другог светског рата Војска Краљевине Југославије је била измештена из касарне, и у њу су ушле трупе 714. и 717. немачке оклопне дивизије. После Другог светског рата касарна је дограђена а проширени су и капацитети у магацинима. До 1992. у њој су се обучавали војници Атомско-биолошко-хемијске одбране. После распада СФР Југославије и гашења Југословенске народне армије касарна прелази у власништво Војске Југославије. Одлуком савезног министра одбране Србије и Црне Горе, касарна је угашена и напуштена августа 2005. године. Део касарне је продат и у њој су подигнути војни и цивилни станови.
Поред ове касарне сличну судбину је доживела и Касарна „Танаско Рајић“.

## Архитектура
У историји новијег градитељства Чачка значајно место припада касарни Десетог пешадијског пука, која је, по пројекту Драгутина Ђорђевића (1866-1933), подигнута на самом почетку ХХ века (1901. године).
Једноспратна зграда касарне у Чачку има облик ћириличног слова „П”, са бочним крилима. Главна фасада изведена је као петоделна композиција са посебно наглашеном централном партијом, која је представљала врхунац градирања форми по ширини. Читав корпус почива на рустичном соклу. Висинска регулација одговара вертикалној подели академски конципираних грађевина, чије зоне су међусобно одвојене профилисаним и јако истакнутим кордонским венцима. Континуитет фасаде остварен је и на крилима зграде и појачан елегантним ликовним мотивом троделних, геометризованих кровних атика, које су вешто скривале благо стрме кровне равни четвороводног крова. Фаворизовање подужне, развијене основе у архитектури академизма, у функционалном смислу, најчешће је рефлектовало двотрактни систем просторне организације. Тако су просторије предвиђене за војску, као и канцеларије и остале пратеће просторије уз репрезентативну фасаду, повезане ходником окренутим ка дворишту, резервисаном искључиво за војнике и службено особље. Још приликом одређивања положаја касарне, комисија је строго водила рачуна да дворишна страна не буде окренута ка вароши, нити видљива с пута.
Према одредбама Грађевинског закона из 1893. године, касарне су спадале у класу најпростијих јавних грађевина - отуда сведени декоративни облици.